# Terre boule de neige
Pour les articles homonymes, voir Boule de neige (homonymie).
La Terre boule de neige (snowball Earth en anglais), ou Terre boule de glace (iceball Earth) est un modèle décrivant la Terre comme presque entièrement couverte de glace à certaines périodes de son histoire. Originellement conçu pour représenter le Cryogénien (720–635 Ma), ce modèle a ensuite été appliqué à la glaciation huronienne (2,4–2,1 Ga) et, au sein du Cryogénien, plus précisément aux glaciations sturtienne (730–650 Ma) et marinoenne (650–635 Ma),,.
Cette hypothèse est généralement acceptée par la communauté des géologues, parce qu'elle est la meilleure explication de sédiments d'origine apparemment glaciaire, découverts à des paléolatitudes tropicales, ainsi que d'autres aspects difficilement explicables des archives géologiques. Les adversaires de cette hypothèse contestent le fait que ces traces prouvent une glaciation globale. Ils estiment géophysiquement peu crédible l'idée d'un océan entièrement recouvert de glace, et mentionnent la difficulté de ressortir d'une situation entièrement gelée. Certaines questions sont encore sans réponse, en particulier celle de savoir si l'océan était complètement pris dans les glaces, ou si une étroite bande équatoriale restait liquide.
Ces épisodes glaciaires sont antérieurs à une soudaine multiplication des formes de vie connue sous le nom d'explosion cambrienne, et le dernier d'entre eux pourrait avoir déclenché l'évolution de la vie pluricellulaire. Un autre épisode de Terre boule de neige, plus ancien et plus long, la glaciation huronienne, eut lieu entre − 2,4 et - 2,1 milliards d'années et pourrait avoir été provoqué par la catastrophe de l'oxygène.

## Historique
Douglas Mawson (1882–1958), géologue australien et explorateur de l'Antarctique, passa l'essentiel de sa carrière à étudier la stratigraphie néoprotérozoïque du sud de l'Australie, où il identifia des couches épaisses et étendues de sédiments glaciaires ; il en vint à envisager l'hypothèse d'une glaciation globale.
Les idées de Mawson, cependant, étaient fondées sur l'hypothèse erronée d'une position géographique de l'Australie et des autres continents demeurée fixe au cours des temps géologiques. Avec les progrès de l'hypothèse de la dérive des continents, et par la suite de la théorie de la tectonique des plaques, une explication plus simple de ces sédiments glaciaires vit le jour : ils avaient été déposés à une époque où les continents étaient à une latitude plus élevée.
En 1964, l'idée d'une glaciation globale réapparut lorsque W. Brian Harland (en) publia un article dans lequel il présentait des données paléomagnétiques montrant que des tillites glaciaires au Svalbard et au Groenland s'étaient déposées alors que ces régions étaient sous des latitudes tropicales. De ces données et de l'étude des sédiments montrant que ces dépôts glaciaires interrompent des successions de roches habituellement associées à des latitudes tropicales ou tempérées, il tira l'idée d'une période froide extrême au point que la glace était descendue jusqu'aux tropiques.
Dans les années 1960, Mikhail Budyko, un climatologue russe qui travaillait sur les conséquences climatiques d'un conflit nucléaire généralisé, développa un modèle climatique simplifié ne prenant en compte que les équilibres énergétiques, pour analyser les effets d'une couverture de glace sur le climat global. En utilisant ce modèle numérique, il découvrit qu'en cas de refroidissement assez intense (un hiver nucléaire, par exemple), si la banquise (ou de la neige) atteignait 30° de latitude, une boucle de rétroaction s'ensuivait, où l'effet réfléchissant (l'albédo) accru de la glace amenait à un refroidissement supplémentaire et à une nouvelle extension des glaciers, jusqu'à ce que la Terre entière soit recouverte et se stabilise dans un nouvel équilibre. Quoique le modèle de Budyko ait montré que cet état stable était possible, il conclut que cette situation ne s'était jamais produite, parce que son modèle ne fournissait aucun mécanisme permettant la sortie d'un tel scénario.
L'expression « Terre boule de neige » (Snowball Earth) fut proposée par Joseph Kirschvink, professeur de géobiologie au California Institute of Technology, dans un court article publié en 1992 au sein d'un important ensemble de textes concernant la biologie de l'éon Protérozoïque. Les principaux apports de ce travail étaient :
- la reconnaissance de la compatibilité entre la présence de gisements de fer rubané et un épisode glaciaire global ;
- l'introduction d'un mécanisme permettant d'échapper à une Terre couverte de glace : l'accumulation de CO2 par dégagement de gaz volcaniques, amenant à un super-effet de serre.

L'intérêt pour le modèle de la Terre boule de neige s'accrut considérablement après que Paul F. Hoffman (professeur de géologie à l'université Harvard) et ses coauteurs eurent appliqué les idées de Kirschvink à une série de sédiments néoprotérozoïques en Namibie, développant l'hypothèse en lui incorporant d'autres observations telles que celle des couvertures de carbonates (en), et eurent publié leurs résultats dans la revue Science en 1998.
Actuellement, certains aspects de cette hypothèse demeurent controversés ; ils ont été débattus entre 2005 et 2009 dans le cadre de l’International Geoscience Programme (IGCP) Project 512 : Glaciations Néoprotérozoïques. De plus, en septembre 2011, des mesures de taux de CO2 fossile tendent à remettre en cause le modèle de dégel par effet de serre.
En mars 2010, Science a publié Calibrating the Cryogenian (calibration du Cryogénien), article qui concluait : « on trouve de la glace sous le niveau de la mer à des paléolatitudes très basses, ce qui implique que la glaciation sturtienne était globale. »,. Un résumé vulgarisé de ces conclusions fut publié dans Science Daily.

## Preuves géologiques
L'hypothèse de la Terre boule de neige fut d'abord émise pour expliquer la présence apparente de glaciers à des latitudes tropicales. L'existence de dépôts glaciaires à ces basses latitudes semblait indiquer que toute la Terre était alors recouverte de glace. Les modèles de l'époque montraient que si la glace descendait à des latitudes de l'ordre de 30°, une boucle de rétroaction liée à l'albédo de la glace aurait pour conséquence une avancée rapide des glaciers jusqu'à l'équateur. Des modélisations ultérieures ont montré que la glace peut en fait descendre jusqu'à 25° de latitude, voire encore plus près de l'équateur, sans déclencher une glaciation totale.
Pour estimer la valeur de la théorie, il était donc nécessaire de déterminer la fiabilité et la signification des indices ayant conduit à penser que la glace ait pu atteindre les tropiques. Ces indices doivent prouver :
- qu'une couche de sédiments donnée ne peut avoir été créée que par une activité glaciaire ;
- que cette couche se trouvait en zone tropicale quand elle s'est déposée.

Pour confirmer l'existence d'une période de glaciation globale, il faut aussi montrer que des glaciers étaient actifs en différents lieux à la même époque, et qu'il n'existe aucune autre sorte de dépôts du même âge.
Ce dernier point est très difficile à prouver. Avant l'Édiacarien, les marqueurs biostratigraphiques (utilisés d'habitude pour établir des corrélations entre les âges des roches) sont absents ; il n'y a donc pas vraiment la possibilité de montrer que des roches situées en des lieux éloignés furent déposées en même temps. Les meilleures estimations possibles utilisent des méthodes radiométriques, lesquelles ont rarement une précision meilleure que le million d'années.
Les deux premiers points font également souvent l'objet de contestations dans chaque cas particulier. De nombreux aspects glaciaires peuvent, en fait, être créés par d'autres mécanismes, et estimer la latitude de continents, même il y a seulement 200 millions d'années, peut s'avérer difficile.

### Paléomagnétisme
Comme les continents se déplacent avec le temps, il n'est pas aisé de déterminer leur position à un moment donné. Mais outre l'analyse et la reconstitution de leurs positions relatives par des considérations géologiques et géomorphologiques, la latitude à laquelle une roche s'est formée peut être déterminée en étudiant son paléomagnétisme.
Lorsque des roches sédimentaires se forment, les minéraux magnétiques qu'elles contiennent tendent à s'aligner avec le champ magnétique terrestre. La mesure précise de ce paléomagnétisme permet d'estimer la latitude (mais pas la longitude) du lieu de cette formation. Les mesures ont montré que certains sédiments d'origine glaciaire observés dans les couches géologiques du Néoprotérozoïque s'étaient formés à moins de 10° de l'équateur, bien que la précision de cette reconstruction ait été remise en question.
Cette localisation de sédiments apparemment glaciaires (présentant par exemple des inclusions rocheuses) a amené à penser que les glaciers étaient descendus au niveau de la mer jusqu'à des latitudes tropicales ; mais il n'est pas clair que cela implique une glaciation globale, ou que cela indique l'existence de régimes glaciaires localisés et liés aux masses continentales. Il a même été suggéré que la plupart des données fossiles ne sont pas incompatibles avec l'absence de glaciers tropicaux.
D'autre part, les sceptiques ont fait remarquer que les données paléomagnétiques pourraient être sans signification si le champ magnétique terrestre a été significativement différent dans le passé. Ainsi, si le noyau terrestre ne s'était pas refroidi assez vite, le champ induit par les courants qui y circulent aurait pu ne pas avoir une distribution dipolaire, mais présenter quatre pôles ou davantage ; et même une distribution dipolaire pourrait ne pas avoir été alignée avec l'axe de rotation terrestre. De fait, les données paléomagnétiques impliquent un mouvement extraordinairement rapide des pôles durant l'Édiacarien, et ce mouvement aurait eu lieu vers la même époque que la glaciation de Gaskiers.
Une autre faiblesse des données paléomagnétiques est qu'il est difficile de déterminer si le signal enregistré n'a pas en fait été modifié par une activité ultérieure. Ainsi, au cours de l'orogenèse, de l'eau chaude est dégagée comme sous-produit de réactions métamorphiques ; cette eau peut circuler jusqu'à des roches éloignées de milliers de kilomètres, et remettre à zéro leur signature magnétique. Cela rend l'authenticité de ces signatures difficile à déterminer avec certitude sans de délicates observations minéralogiques pour des roches vieilles de plus de quelques millions d'années.
Il n'existe actuellement qu'une couche sédimentaire de ce type, celle d'Elatina en Australie, correspondant à la glaciation marinoenne, qui s'est indubitablement déposée à de basses latitudes ; on a de bonnes certitudes  sur sa date de sédimentation, et on a démontré que son signal paléomagnétique n'a pas été perturbé.

### Dépôts glaciaires aux basses latitudes

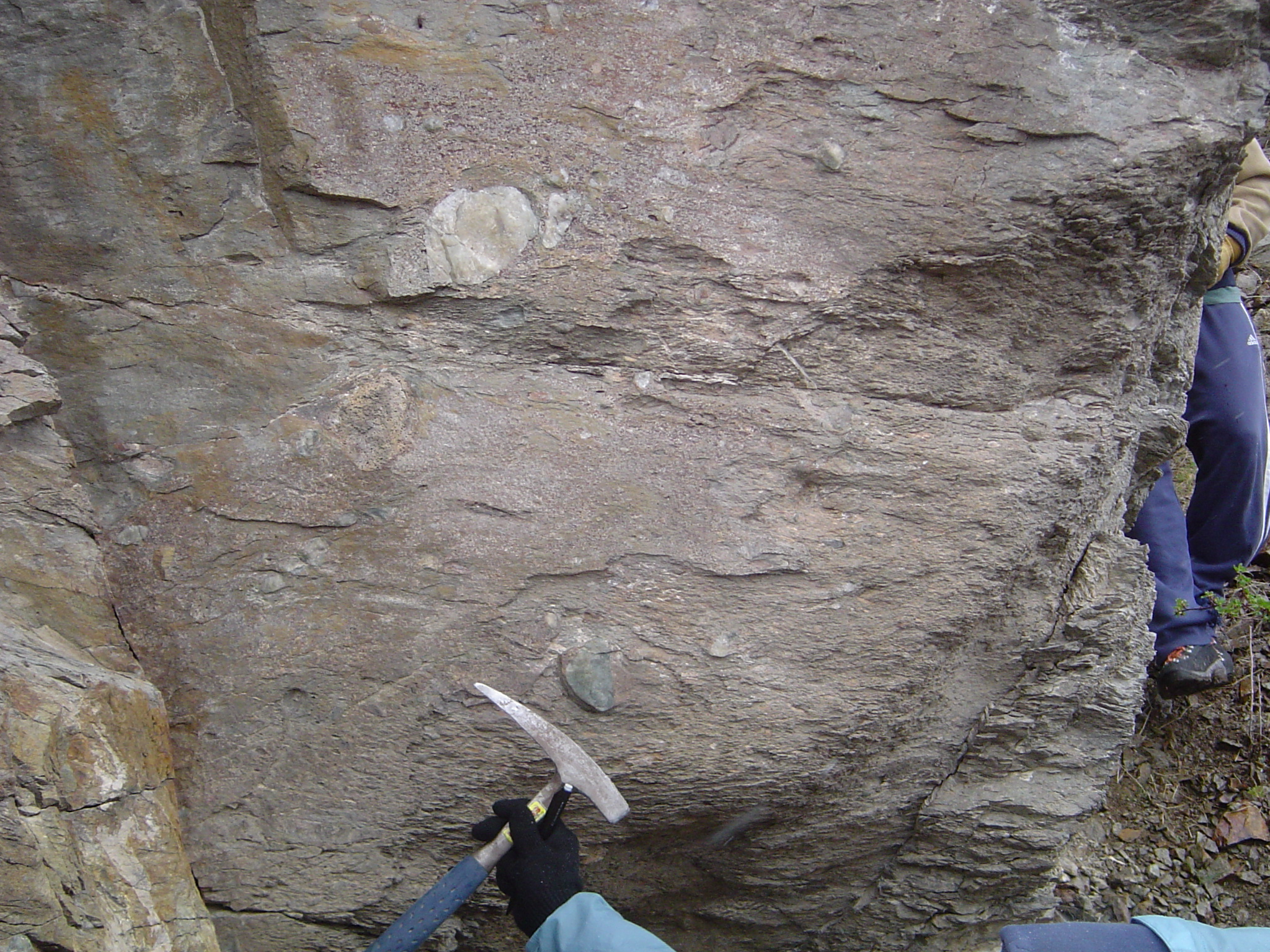
Diamictite de la formation néoprotérozoïque de Pocatello, une forme souvent décrite comme typique d'une période boule de neige.

Les roches sédimentaires déposées par des glaciers possèdent des traits caractéristiques permettant leur identification. Longtemps avant l'apparition de l'hypothèse de la Terre boule de neige, de nombreux sédiments néoprotérozoïques avaient été interprétés comme ayant une origine glaciaire ; mais il faut rappeler que beaucoup des aspects traditionnellement associés à ce mécanisme peuvent en fait avoir été formés par d'autres moyensL'origine glaciaire de nombreux dépôts cruciaux pour l'hypothèse Terre boule de neige a été contestée. En 2007, il n'existait qu'une donnée « très fiable » (et elle était encore contestée) identifiant des tillites tropicales, ce qui laissait penser que les affirmations concernant des glaces équatoriales étaient prématurées ; cependant, plus récemment, en 2010, les preuves de glaciations tropicales durant le Sturtien se sont accumulées.
Parmi les preuves initialement retenues, mais désormais contestées, on trouve :
- des galets de délestage dans des sédiments marins, qui peuvent avoir été laissées par des glaciers, mais aussi par d'autres processus[26] ;
- des varves, sédiments annuels déposés dans les lacs proglaciaires et périglaciaires, mais qui peuvent également se former à des températures plus élevées[27] ;
- des stries glaciaires causées par les roches et graviers transportés par les glaciers : des stries analogues sont parfois causées par des coulées de boue ou par des mouvements tectoniques[28] ;
- des diamictites, conglomérats inhomogènes. Initialement décrits comme des tillites glaciaires, la plupart ont, en fait, été formés par des laves torrentielles[17].

### Dépôts non glaciaires
Certains dépôts de la période boule de neige ne peuvent s'être formés qu'en présence d'un cycle hydrologique actif. Des bandes de sédiments glaciaires de centaines de mètres d'épaisseur, séparés par des sédiments non glaciaires de quelques mètres seulement, démontrent que les glaciers fondaient et se reformaient à plusieurs reprises ; des océans entièrement gelés n'auraient pas permis ce type de formation. Il est possible que des courants glaciaires, tels que ceux qui existent actuellement dans l'Antarctique, soient responsables de ces successions de sédiments.
De plus, des aspects de ces dépôts qui ne peuvent apparaître que dans des eaux libres, par exemple des ondulations formées par des vagues (en), des débris emportés au loin par des radeaux de glace (en), et des indicateurs de photosynthèse se trouvent dans des sédiments datant de périodes boule de neige. Bien que cela puisse correspondre à des cas locaux d'eaux de fonte sur une Terre complètement gelée, la modélisation informatique tend à montrer que de grandes portions des océans doivent être restées libres de glace ; en effet un gel complet n'est guère plausible en termes de balance énergétique et de modèles de circulation générale.

### Composition isotopique du carbone
On trouve, sous forme de carbonates et de dioxyde de carbone dissous, deux isotopes stables du carbone dans l'eau de mer : le carbone 12 (12C) et le carbone 13 (13C), beaucoup plus rare et contribuant pour environ 1,109 % du carbone total.
Les processus biochimiques, en particulier la photosynthèse, tendent à favoriser l'incorporation de l'isotope 12C, plus léger. Ainsi, les photosynthétiseurs océaniques, que ce soient les protistes ou les algues, tendent à être très légèrement appauvris en 13C par rapport aux proportions initiales du carbone provenant des sources volcaniques. C'est pourquoi, dans le cas d'un océan où se produisait la photosynthèse, les composants d'origine organique des sédiments lithifiés resteront très légèrement, mais de façon mesurable, appauvris en 13C.
Pendant le Cryogénien, on a pu mesurer des variations rapides et extrêmes du rapport 13C/12C. Cela est compatible avec l'hypothèse d'un gel global qui aurait tué la plus grande partie de la vie capable de photosynthèse. Cependant, d'autres mécanismes, tels qu'une décomposition de clathrate, peuvent également avoir causé ces perturbations. C'est par exemple ainsi que des dégagements de méthane pourraient expliquer l'extinction du Permien. Une analyse plus précise de ces pics de 13C dans les sédiments du monde entier permet de distinguer quatre ou cinq de ces évènements glaciaires à la fin du Néoprotérozoïque.

### Gisements de fer rubané

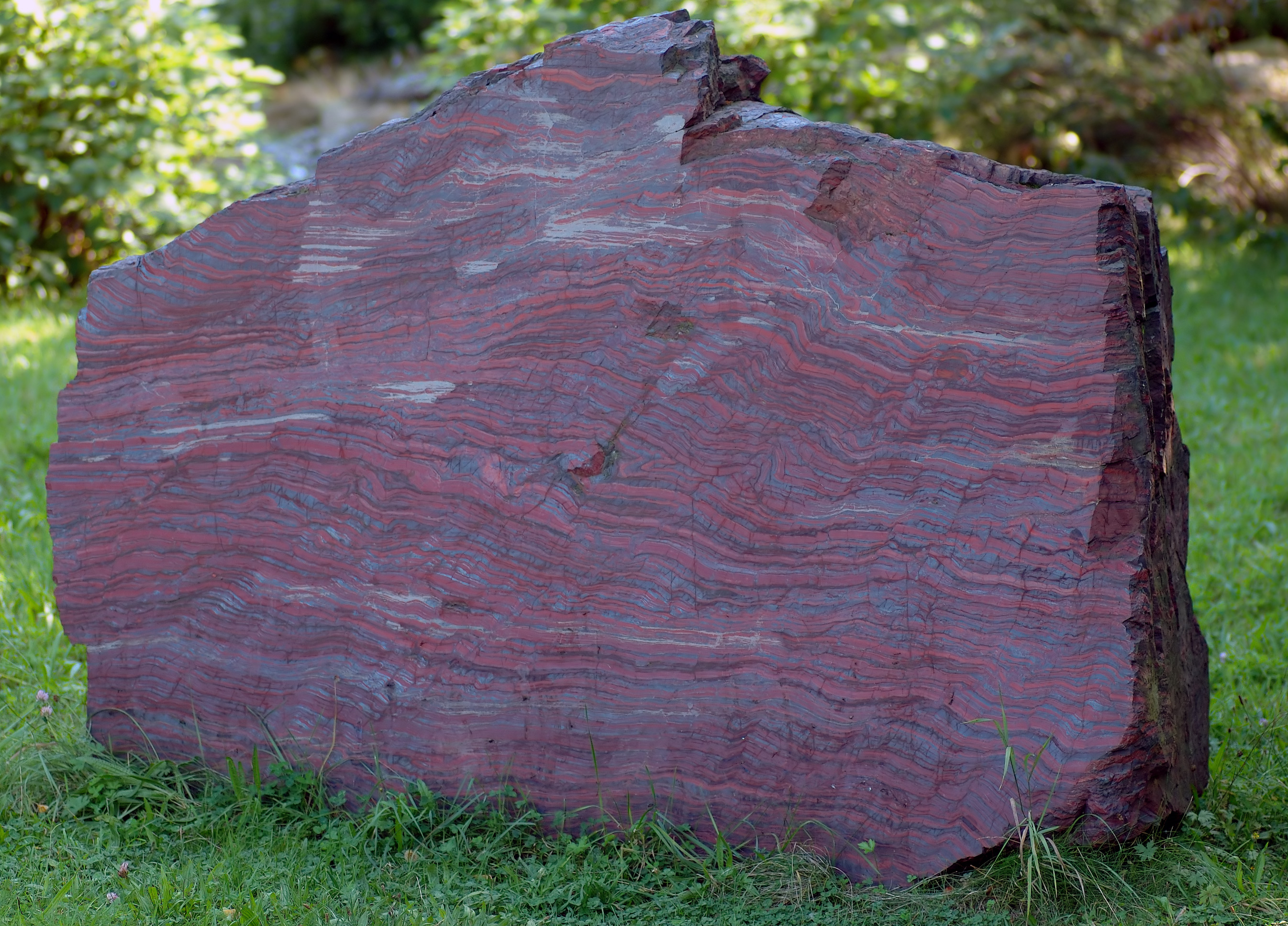
Bloc de fer rubané daté de 2.1 milliards d'années, découvert en Amérique du Nord.

Les gisements de fer rubané (en anglais, banded iron formation, abrégé en BIF) sont des roches sédimentaires formées de bandes alternées d'oxyde ferrique et de chaille (pauvre en fer). Ces gisements sont en général très anciens et sont liés à l'oxydation de l'atmosphère durant l'ère Paléoprotérozoïque, lorsque le fer dissous dans les océans vint en contact avec l'oxygène produit par la photosynthèse. En présence d'oxygène, le fer, dissous sous forme d'oxyde ferreux, rouille, devient insoluble dans l'eau, et forme des précipités d'oxyde ferrique.
Les bandes se sont formées au point de bascule entre un océan anoxique et un océan enrichi en oxygène. Dans les conditions actuelles, où l'oxygène atmosphérique est en contact avec l'océan, il n'est pas possible que des quantités suffisantes d'oxyde de fer s'accumulent pour former de tels sédiments, et leur présence serait donc la signature d'une situation où l'océan a peu d'échanges gazeux avec l'atmosphère pendant une assez longue période de temps.
Les seules formations importantes de fer rubané après le Paléoprotérozoïque, il y a 1,8 milliard d'années, sont associées aux sédiments glaciaires du Cryogénien ; pour les partisans de l'hypothèse de la Terre boule de neige, cette réapparition des BIF correspond à des océans protégés par la glace de mer, mais il a été suggéré que la rareté de ces sédiments pourrait indiquer qu'ils se sont formés dans des mers intérieures, stagnantes et anoxiques en profondeur ; l'idée selon laquelle les BIF signent la fin d'une glaciation présente d'autres difficultés : on les trouve mélangés à des sédiments glaciaires, et on n'en rencontre pas durant la glaciation marinoène, à la fin du Cryogénien[réf. nécessaire].

### Recouvrements de carbonates

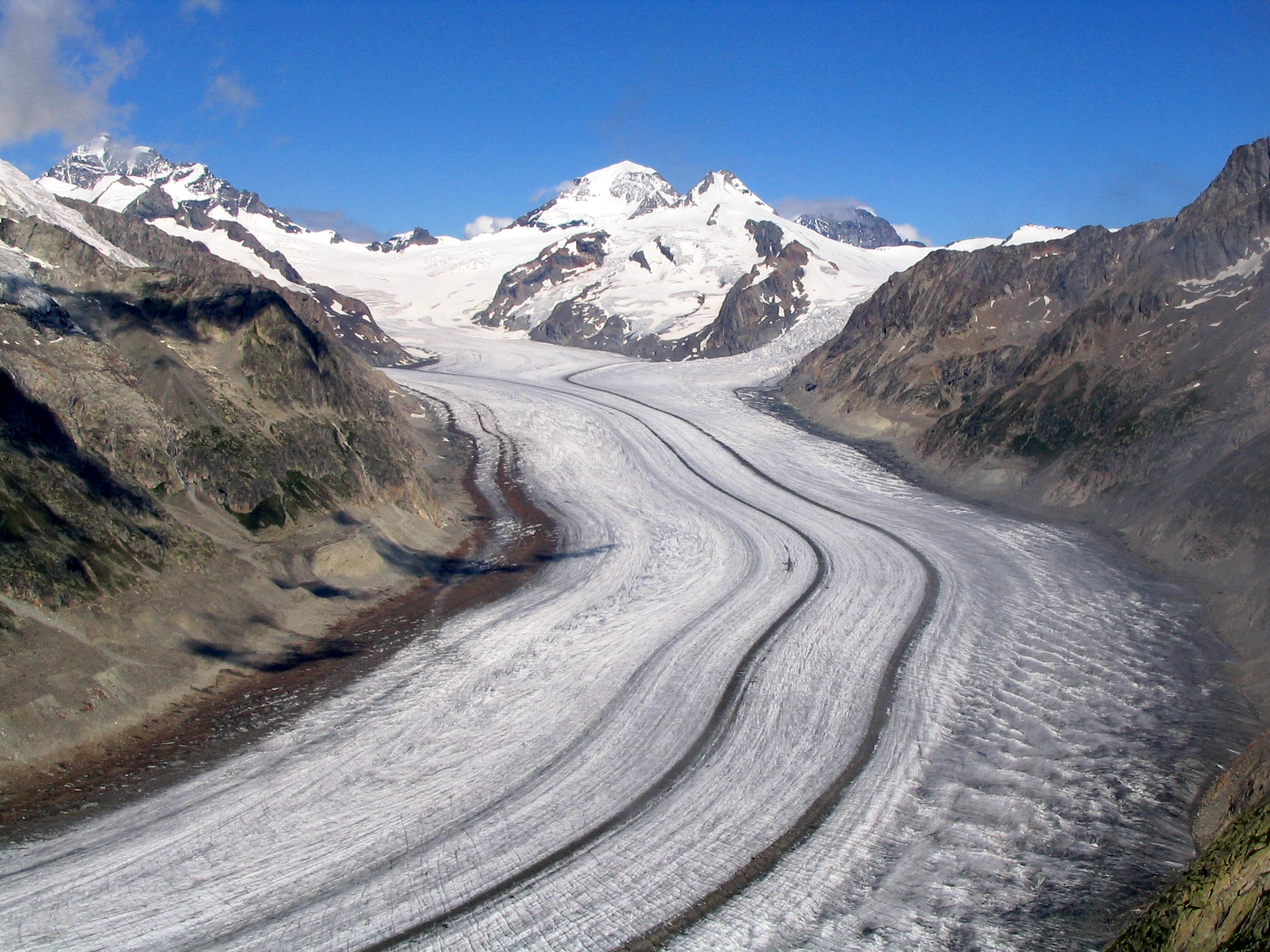
Un glacier actuel.

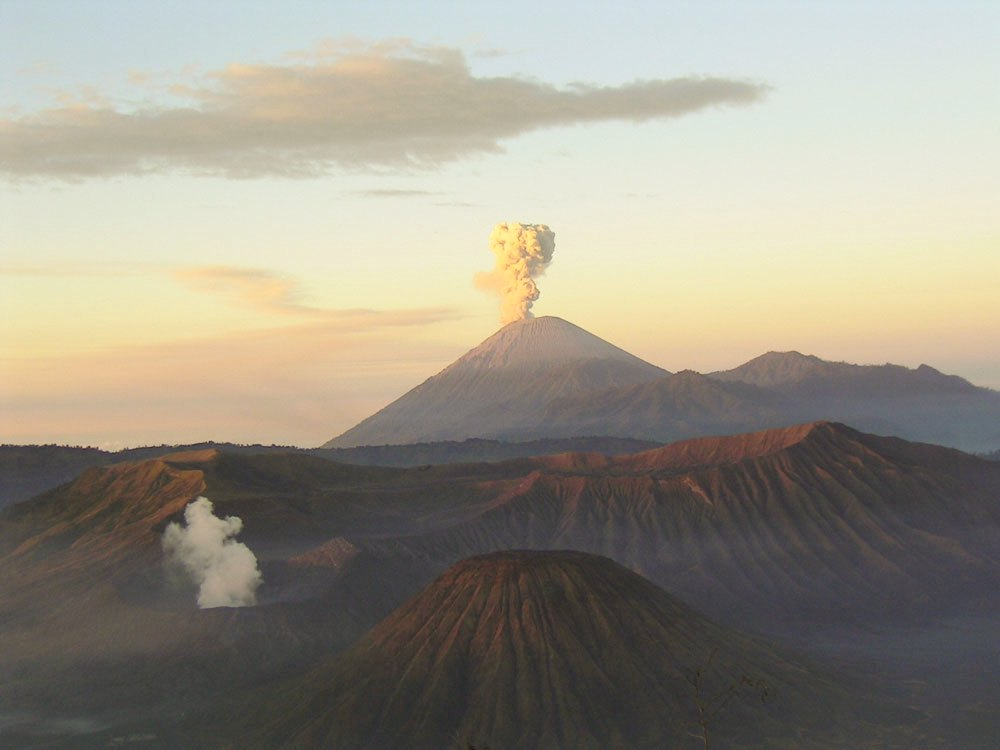
Les volcans peuvent avoir joué un rôle dans la reconstitution du CO2 atmosphérique, mettant éventuellement fin à l'âge glaciaire marquant le Cryogénien.

Au sommet des sédiments glaciaires du Néoprotérozoïque, on rencontre fréquemment une transition brutale vers des couches de carbonates (calcaire ou dolomie) épaisses de plusieurs mètres ou dizaines de mètres. La succession inhabituelle de ces couches suggère que leur sédimentation résulte d'une profonde altération de la composition chimique des océans.
Ces carbonates ont des compositions chimiques atypiques, et présentent d'étranges structures de sédimentation, souvent interprétées comme des marques de vagues. Les mécanismes précis mis en jeu dans leur formation ne sont pas clairs, mais elle aurait pu être causée par un influx massif d'ions positifs, ce qui pourrait se produire sous l'effet de l'érosion rapide associée à l'effet de serre extrême suivant une période de boule de neige. Dans ces conditions, l'eau résultant de la fonte des glaces dissoudrait les grandes quantités de CO2 atmosphérique pour former de l'acide carbonique, et donc des pluies acides. Cela éroderait les silicates et les carbonates exposés (en particulier les débris transportés par les glaciers), libérant de grandes quantités de calcium, qui viendraient se précipiter sous forme de carbonates abiotiques. La signature isotopique δ13C de ces carbonates vaut - 5 ‰ ; cette faible valeur témoigne d'habitude d'une absence de vie, la photosynthèse l'augmentant en général.
Cependant, affirmer que ces carbonates sont d'origine glaciaire pose certains problèmes. Tout d'abord, de fortes concentrations de dioxyde de carbone dans l'atmosphère amèneraient une acidification de l'océan, et donc une dissolution des carbonates, interdisant leur dépôt. De plus, l'épaisseur de certains de ces dépôts est bien supérieure à ce que des déglaciations relativement rapides pourraient raisonnablement produire. Enfin, alors qu'on ne trouve pas ces carbonates au-dessus de nombreuses séquences d'origine clairement glaciaire déposées vers la même époque, on les rencontre en revanche aussi parfois entre certains sédiments glaciaires. C'est pourquoi il a été proposé un mécanisme alternatif, sans doute responsable des carbonates de la Formation de Doushantuo : le dégagement rapide et étendu de grandes quantités de méthane. Cela expliquerait des valeurs extrêmement basses de la signature isotopique δ13C, jusqu'à - 48 ‰, ainsi que des aspects sédimentaires inhabituels, qui semblent provenir de passages de gaz à travers les sédiments.

### Changements de l'acidité des océans
La mesure des rapports isotopiques du bore suggère que le pH des océans a baissé considérablement avant et après la glaciation marinoenne.
La cause pourrait en être l'accumulation de dioxyde de carbone dans l'atmosphère ; la dissolution partielle du CO2 dans les océans sous forme d'acide carbonique (H2CO3) serait alors responsable de l'acidification de l'eau de mer. Bien que ces variations semblent indiquer des changements climatiques majeurs, elles n'impliquent pas forcément une glaciation globale.

### Poussières cosmiques riches en iridium
La surface de la Terre est pauvre en iridium, un élément que l'on trouve principalement dans le noyau terrestre. La seule source significative de cet élément à la surface est l'accumulation de poussières cosmiques atteignant le sol. Durant une période de Terre boule de neige, l'iridium s'accumulerait sur les glaces, donnant une couche de sédiments enrichis en iridium lorsque celles-ci fondraient. Une telle anomalie de l'iridium (en) a en effet été découverte à la base de certains des recouvrements de carbonates mentionnés ci-dessus. Cela a amené à estimer que l'épisode glaciaire correspondant avait duré au moins 3 millions d'années, mais cela n'implique pas nécessairement que la glaciation ait été globale ; de plus, une telle anomalie pourrait s'expliquer par l'impact d'une grande météorite.

### Fluctuations périodiques du climat
En utilisant le rapport des cations mobiles à ceux restant dans les sols durant la météorisation chimique (l’indice d'altération chimique), il a été montré que l'érosion variait de manière cyclique durant une succession de périodes glaciaires, augmentant dans les phases interglaciaires et diminuant durant les épisodes glaciaires froids et arides. Si ce schéma reflète la véritable succession des événements, cela suggère que le climat de la Terre boule de neige ressemblait davantage aux cycles glaciaires du Pléistocène qu'à un monde complètement figé.
De plus, les sédiments glaciaires de la formation de Port Askaig en Écosse montrent clairement des cycles entrelacés de sédiments glaciaires et marins de faible épaisseur. La signification de ces dépôts repose largement sur leur datation, mais les sédiments glaciaires sont difficiles à dater ; les couches les plus proches datées exactement sont bien plus récentes. Leur datation possible à −600 Ma signifierait une corrélation avec la glaciation sturtienne, mais ils peuvent aussi représenter l'avance ou le recul d'une glaciation globale.

## Mécanismes de gel et de dégel
L'amorce d'une glaciation globale implique un mécanisme de refroidissement initial, amenant à une couverture élargie de neiges et de glaces, laquelle augmente l'albédo terrestre. Cela a pour conséquence une rétroaction positive du refroidissement, lequel s'emballe si assez de glaces s'accumulent. Cette situation est facilitée par une distribution des continents proche de l'équateur, permettant à la glace de s'accumuler là où le rayonnement solaire est le plus direct.
De nombreux mécanismes déclencheurs pourraient expliquer la formation d'une Terre boule de neige, comme l'éruption d'un supervolcan, une diminution de la concentration atmosphérique de gaz à effet de serre tels que le méthane ou le dioxyde de carbone, des variations de la constante solaire, ou des perturbations de l'orbite de la Terre.
Quel que soit le déclencheur, la boucle de rétroaction pourrait ensuite s'emballer jusqu'à recouvrir de glace même l'équateur, qui aurait atteint des températures aussi basses que celles de l'Antarctique actuel.
Un réchauffement global, associé à d’importantes accumulations de dioxyde de carbone émis principalement dans l’atmosphère par l’activité volcanique durant des millions d’années, est le mécanisme suggéré pour expliquer la sortie d’une phase boule de neige. La diminution de l’albédo provoque une rétroaction positive pour la fonte des glaces, amenant à la disparition presque complète de celles-ci en quelques milliers d’années.

### Débats concernant les modèles
Si la présence massive de glaciers n’est pas remise en cause, l’idée d’une glaciation totale est plus controversée. Certains scientifiques ont adopté l’hypothèse d’une Terre boule de neige fondante (en anglais, slushball, c'est-à-dire boule de névasse), où une bande exempte de glace, ou recouverte d’une mince couche de glace, subsisterait à l’équateur, assurant le maintien d’un cycle hydrologique.
L'observation de certains aspects des sédiments qui ne peuvent s'être formés que sous des eaux libres ou sous des glaces en mouvement rapide, rend cette hypothèse séduisante. Des recherches récentes[Quand ?] ont mis en lumière une périodicité géochimique dans les roches détritiques, montrant que les périodes boule de neige étaient entrecoupées d'épisodes de réchauffement, analogues aux cycles de glaciations du Pléistocène. Au demeurant, des tentatives de simulation informatique d'une Terre boule de neige se sont heurtées à la difficulté de concilier une couverture globale par les glaces avec une modélisation conservant les principales constantes gouvernant les équilibres de notre planète.
Cette hypothèse – moins extrême – d'une boule de neige fondue met en jeu des configurations continentales et des circulations océaniques continuellement modifiées. Ces modèles correspondent à la synthèse de l'ensemble des données actuelles, les témoignages stratigraphiques ne permettant pas de postuler des glaciations globales complètes. D'ailleurs, le modèle initial de Kirschvink reconnaissait que des poches tropicales moins froides devaient être possibles.
L'hypothèse de la Terre boule de neige n'expliquant pas l'alternance d'événements glaciaires et interglaciaires, ni les oscillations aux marges des couvertures de glace, le modèle de la boule de névasse semble mieux se conformer aux données recueillies.

### Amorce d'une phase boule de neige
La position exacte des continents durant le Néoprotérozoïque est difficile à connaître en raison de la rareté des sédiments. Certaines reconstitutions indiqueraient des continents polaires, lesquels sont caractéristiques de toutes les autres glaciations majeures, ayant fourni un point de départ à la formation des glaces. Des modifications de la circulation océanique pourraient ensuite avoir servi de déclencheur d'une phase boule de neige.
Cependant, bien que cela puisse sembler contre-intuitif, une distribution tropicale des continents semble nécessaire pour permettre l'amorce d'une phase boule de neige.
Tout d'abord, les continents tropicaux réfléchissent plus l'énergie solaire que les océans ; actuellement, la plus grande partie de l'énergie solaire est absorbée par les océans des tropiques.
De plus, ces continents reçoivent davantage de pluie qu'à des latitudes plus élevées, ce qui entraîne une érosion accrue par les rivières. Les silicates exposés à l'air subissent des réactions amenant finalement à une diminution du dioxyde de carbone de l'atmosphère, ces réactions ayant la forme générale : minéral + CO2 + H2O → cations + bicarbonate + SiO2. Par exemple, la météorisation de la wollastonite se fait suivant la réaction CaSiO3 + 2 CO2 + H2O → Ca2+ + SiO2 + 2 HCO3−.
Les ions calcium ainsi libérés réagissent avec le bicarbonate dissout dans l'océan pour former du carbonate de calcium qui précipite ; le dioxyde de carbone est ainsi transféré de l'atmosphère vers la lithosphère, ce qui, à l'échelle des temps géologiques, n'est pas compensé par les émissions volcaniques. Cette diminution d'un gaz à effet de serre va accentuer le refroidissement, et permettre l'amorce d'une glaciation globale.
D'ordinaire, le refroidissement de la Terre dû à des variations climatiques diminue l'érosion, ce qui crée une rétroaction négative limitant l'ampleur du refroidissement. Cependant, durant le Cryogénien, les continents étaient tous à des latitudes tropicales, et l'érosion restait importante même dans un climat globalement plus froid. Cela permit à la glace de s'étendre au-delà des régions polaires. Lorsque les glaciers avancent vers les tropiques, plus précisément, à moins de 30° de l'équateur, une rétroaction positive se déclenche : la réflexivité intense de la glace (albédo) amène à un refroidissement accru et à la formation de plus de glace, jusqu'à ce que tout le globe en soit recouvert.
Les continents polaires, en raison de la faible évaporation, sont trop secs pour permettre une dissolution importante de gaz carbonique, ce qui limite la quantité de dioxyde de carbone atmosphérique pouvant échapper au cycle du carbone. La montée progressive de la proportion de l'isotope 13C dans les sédiments précédant une glaciation globale montre que cette diminution du CO2 était un processus lent et continu.
Le début des phases boule de neige est toujours marqué par une chute brutale de la valeur δ13C des sédiments, un signe que l'on peut attribuer à un déclin soudain de la production biologique, résultant des basses températures et de la couverture par les glaces flottantes.
D'autres facteurs ayant pu contribuer au déclenchement d'une glaciation globale au Néoprotérozoïque sont l'introduction d'oxygène libre dans l'atmosphère, lequel pourrait avoir atteint des quantités suffisantes pour se combiner avec le méthane, formant du dioxyde de carbone à l'effet de serre bien plus faible, et le fait que le soleil étant plus jeune et donc moins brillant à cette époque, la constante solaire était de 6 % inférieure.

### Durant la période de gel

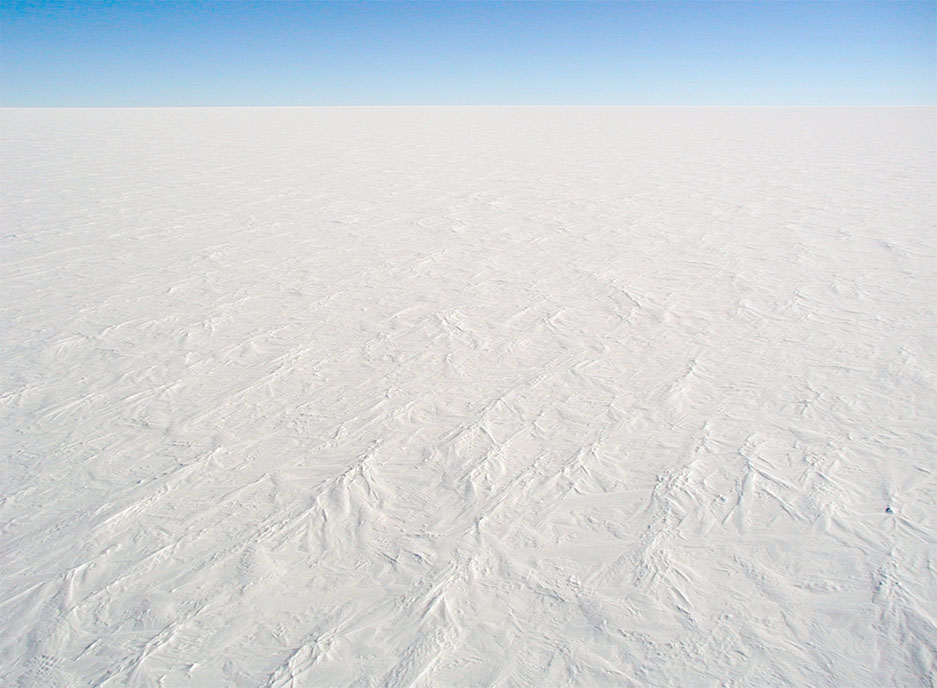
La couverture globale par les glaces peut avoir retardé ou empêché le développement de la vie pluricellulaire.

Durant la période de gel, les températures chutent au point que l'équateur devient aussi froid que l'Antarctique actuel. Cette situation se maintient en raison de la réflexivité élevée de la glace (albédo), renvoyant dans l'espace la majeure partie de l'énergie solaire. La vapeur d'eau atmosphérique se congelant, la couverture nuageuse est également très faible, ce qui amplifie encore cet effet.

### Sortie de la glaciation globale
Les niveaux de dioxyde de carbone nécessaires pour amorcer le dégel sont estimés à 350 fois leur valeur actuelle, c'est-à-dire à une proportion de 13 % de l'atmosphère. La Terre étant presque complètement recouverte de glace, l'altération des silicates libérant des ions alcalins est très diminuée, et le dioxyde de carbone atmosphérique n'est plus absorbé. En 4 à 30 millions d'années, le CO2 et le méthane, principalement émis par les volcans, s'accumulent jusqu'à produire un effet de serre suffisant pour faire fondre les glaces tropicales et faire apparaître une bande de terre et des eaux libres de glace en permanence ; cette bande plus sombre absorbe davantage d'énergie solaire, ce qui initie une rétroaction positive.
Sur les continents, la fonte des glaciers libère d'immenses quantités de dépôts glaciaires, qui s'érodent et s'altèrent. Les sédiments ainsi lessivés jusqu'à l'océan sont riches en nutriments tels que le phosphore ; combiné avec les hauts niveaux de CO2, cela déclenche une explosion de la population des cyanobactéries, amenant à une ré-oxygénation relativement rapide de l'atmosphère ; cela pourrait avoir contribué au développement de la faune de l'Édiacarien, puis à l'explosion cambrienne, une concentration élevée en oxygène favorisant le développement de grandes formes de vie pluricellulaire. Cette rétroaction positive suffit à faire fondre la glace en des temps très courts à l'échelle géologique, peut-être en moins de 1 000 ans. La reconstitution d'une atmosphère riche en oxygène et pauvre en CO2 ne prendrait que quelques millénaires de plus.
La déstabilisation d'importants dépôts d'hydrates de méthane sous forme de permafrost aux basses latitudes peut également avoir servi de déclencheur, ou du moins de renforcement de rétroaction positive à la déglaciation et au réchauffement.
Le taux de dioxyde de carbone peut alors être retombé suffisamment pour que la Terre regèle, ce cycle pouvant se répéter jusqu'à ce que les continents aient atteint des latitudes plus élevées.
Des observations plus récentes suggèrent que des températures océaniques plus froides ont augmenté la quantité de gaz dissous et amené à une oxydation plus rapide du carbone océanique, enrichissant l'atmosphère en dioxyde de carbone, augmentant l'effet de serre et empêchant la formation d'un état boule de neige complet.

## Controverses scientifiques
La principale objection à l'hypothèse de la Terre boule de neige est la diminution de la couverture de glace observée dans les dépôts des périodes glaciaires correspondantes. Ces épisodes de fonte sont attestés par la présence de galets de délestage, par des marqueurs géochimiques de fluctuations cycliques du climat, et par des alternances de sédiments glaciaires et de sédiments marins peu profonds. Une longue archive fossile trouvée à Oman (située aux basses latitudes à cette époque) s'étend de - 712 à −545 millions d'années, période couvrant les glaciations sturtiennes et marinoennes, et montre un mélange de dépôts glaciaires et non glaciaires.
Il est difficile de recréer une Terre boule de neige en utilisant des modèles climatiques globaux. Des modèles simples représentant les océans par des superpositions de couches peuvent geler jusqu'à l'équateur, mais des modèles plus sophistiqués prenant en compte la dynamique de l'océan ne forment pas de glaces équatoriales. De plus, les concentrations de CO2 nécessaires pour que cette couche de glace fonde devraient atteindre 130 000 ppm, ce que certains[Qui ?] jugent déraisonnablement élevé.
Les mesures des isotopes du strontium contredisent les modèles proposés pour expliquer la météorisation des silicates, celle-ci étant censée s'arrêter durant le gel, et augmenter rapidement lors du dégel. C'est pourquoi le dégazage de méthane du permafrost au cours des transgressions marines a été proposé comme source des taux de carbone élevés mesurés immédiatement après les glaciations.

### L'hypothèse des fragmentations continentales
Il a été suggéré que la glaciation du Néoprotérozoïque ne différait pas significativement des autres glaciations, et que les efforts faits pour lui trouver une cause unique étaient voués à l'échec. L'hypothèse des déchirures (Rift-unzipping) envisage deux séquences de dislocations continentales : d'abord la fragmentation du supercontinent Rodinia, formant l'océan proto-Pacifique, puis celle du continent Baltica se séparant de la Laurentia, et formant le proto-Atlantique, déchirures coïncidant avec les périodes de glaciation.
Les soulèvements tectoniques associés formeraient des hauts-plateaux, comme l'actuelle vallée du Grand Rift ; ces terrains élevés pourraient alors se recouvrir de glaciers.
Les dépôts de fer rubané ont souvent été considérés comme des preuves irréfutables d'une couverture totale par les glaces, puisqu'ils demandent, pour leur formation, des ions fer en solution et des eaux anoxiques ; cependant, les faibles quantités de ces dépôts formés au Néoprotérozoïque pourraient signifier qu'ils ne se sont pas formés dans des océans gelés, mais plutôt dans des mers intérieures. Dans ces mers, une forte évaporation aurait pu concentrer les ions fer, et une absence périodique de circulation aurait pu permettre à des eaux profondes anoxiques de se former.
Les fragmentations continentales, et les affaissements qui en résultent, tendent à créer ces mers intérieures. Ce modèle ne nécessite donc pas une élévation rapide du niveau des océans, et donc une fonte rapide des glaces.

### L'hypothèse de l'obliquité
Une autre théorie expliquant la présence de glace sur les continents équatoriaux suppose que l'inclinaison de l'axe de la Terre était très élevée, de l'ordre de 60°, amenant même les zones tropicales à connaître des hivers très froids ; les arguments soutenant une telle hypothèse sont cependant peu concluants.
Une possibilité moins extrême serait qu'une dérive importante des pôles magnétiques se serait produite, les amenant à des latitudes tropicales : l'analyse du paléomagnétisme ayant amené à l'estimation des latitudes prenant d'habitude pour hypothèse que les pôles magnétiques et géographiques ont toujours été proches, cette estimation ne serait plus valable. Dans les deux cas, la présence de glaces équatoriales s'expliquerait par des changements climatiques bien moins marqués.

## La vie durant les périodes de gel

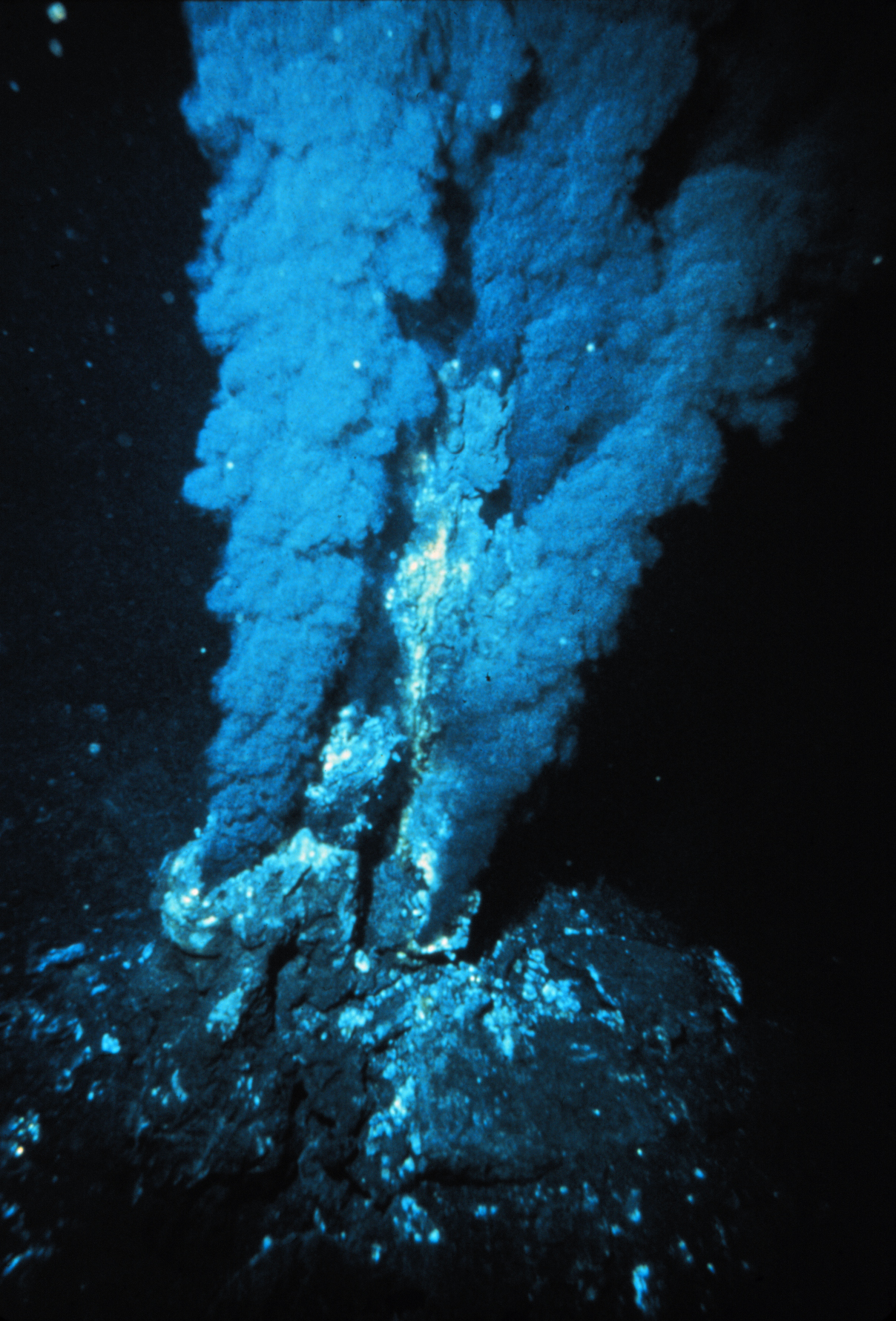
Un fumeur noir, type de cheminée hydrothermale.

Une glaciation massive amènerait à une extinction des plantes et limiterait la photosynthèse oxygénique aux seules cyanobactéries, l'oxygène atmosphérique diminuant énormément, et des roches riches en fer non oxydé pouvant se former.
Les opposants à l'hypothèse de la Terre boule de neige affirment parfois que la vie n'aurait pu subsister. Cependant, des microfossiles tels que les stromatolithes et les oncolithes montrent que, du moins dans les eaux marines peu profondes, l'écologie fut peu perturbée : des réseaux trophiques complexes se développèrent, et traversèrent la période froide sans dommage. D'autres possibilités de survie sont :
- des organismes anaérobies ou ne demandant que peu d'oxygène, alimentés par les flux chimiques des cheminées hydrothermales, on parle dans ce cas de chimiotrophie, auraient pu survivre dans les fosses océaniques et dans la croûte terrestre, en l'absence de toute photosynthèse ;
- des cellules reproductrices telles que des spores pourraient avoir traversé intactes, surgelées, les froids les plus sévères ;
- sous la couche de glace, des écosystèmes chimiolithoautotrophiques, métabolisant les minéraux, pouvant ressembler à ceux qu'on trouve actuellement sous les glaciers ou le permafrost, auraient pu subsister. Cela semble particulièrement plausible dans les zones d'activité volcanique ou géothermale[65] ;
- de petites régions océaniques libres de glaces, loin du supercontinent Rodania, pourraient avoir permis à des organismes photosynthétiques d'avoir accès à la lumière et au CO2, engendrant des traces d'oxygène en quantité suffisante pour que des organismes aérobies survivent. Même si la mer était complètement gelée, cela pourrait aussi se produire aux endroits où la glace serait assez mince pour être translucide ;
- les nunataks tropicaux auraient pu constituer des abris, la roche nue non exposée aux vents et chauffée par le soleil ou par l'activité volcanique permettant à des petites mares temporaires de se former pendant la journée ;
- des poches d'eau liquide sous les calottes glaciaires, similaires au lac Vostok en Antarctique, auraient pu théoriquement abriter des communautés microbiennes semblables à celles vivant dans les lacs gelés des vallées sèches antarctiques. Aux températures prédites par les modèles près de l'équateur, la sublimation aurait empêché l'épaisseur de la glace de dépasser 10 mètres, alors que la photosynthèse peut avoir lieu jusqu'à une profondeur de 100 mètres[66] ;
- d'autres poches analogues pourraient s'être formées près de points chauds, comme c'est le cas actuellement en Islande[67].

Cependant, pour autant que les traces fossiles permettent de le déterminer, il ne semble pas que les organismes et les écosystèmes aient subi les changements massifs auxquels on pourrait s'attendre dans l'hypothèse d'une extinction massive. En particulier, grâce à des datations plus précises, il a été montré qu'une extinction du phytoplancton, qui avait été associée à la Terre boule de neige, avait en fait précédé les glaciations de 16 millions d'années. Même si la vie avait pu exploiter tous les refuges mentionnés précédemment, une glaciation globale aurait dû profondément modifier la diversité et la composition du biotope ; un tel changement n'a pour l'instant pas été observé, et il semble même que les organismes qui auraient dû être les plus sensibles aux variations climatiques soient ressortis intacts de la glaciation globale.
En 2025, une carotte de 1 700 m, retirée quelques décennies plus tôt d'un forage en Australie-Occidentale, révèle dans un segment datant de 640 Ma (Cryogénien) des biomolécules provenant d'acides gras, principalement des hopanes, marqueurs des membranes des bactéries. Ces échantillons reflètent un monde dominé par les microbes : des cyanobactéries vivant dans les fissures de la glace ou dans des trous formés là où de la terre noire ou de la suie a absorbé la lumière du Soleil et entraîné une fonte locale, et des bactéries des fonds marins ou dérivantes se nourrissant des restes des cyanobactéries. Les chercheurs n'ont trouvé aucun biomarqueur des algues vertes (des eucaryotes).

## Conséquences
Une Terre boule de neige ne peut qu'avoir eu une profonde influence sur l'histoire de la vie. Malgré les nombreux refuges envisagés à la section précédente, une couverture de glace totale aurait certainement ravagé les écosystèmes dépendant de la lumière solaire ; des traces géochimiques associées aux roches des dépôts glaciaires aux basses latitudes ont été interprétées comme montrant un effondrement de la vie océanique durant cette période.
La fonte de la glace aurait présenté de nombreuses opportunités de radiation évolutive, et peut avoir été le facteur gouvernant l'évolution rapide qui a pris place à la fin du Cryogénien.

### Effets sur l'évolution primitive

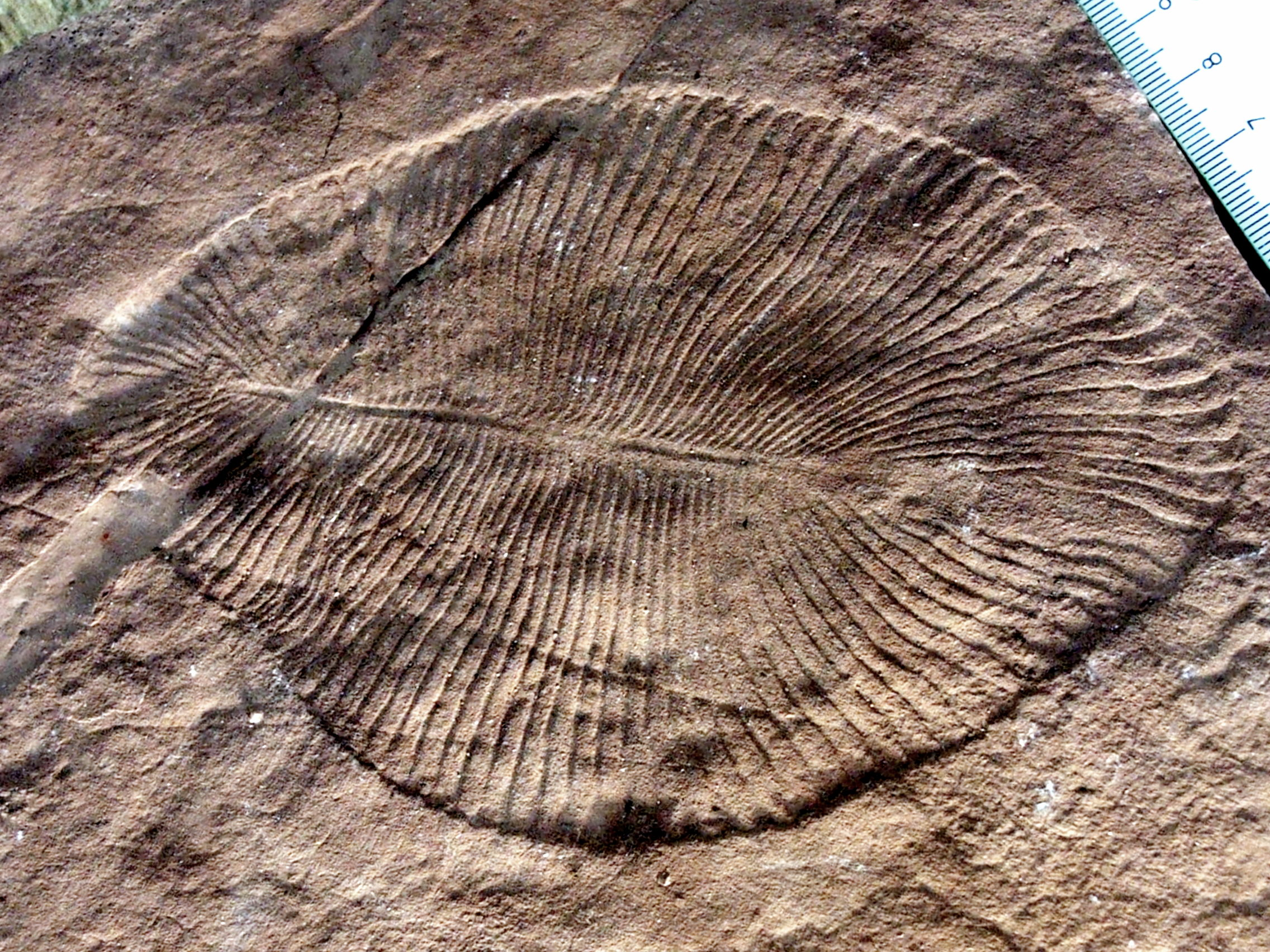
Dickinsonia costata, un organisme édiacarien d'aspect plissé ne se rattachant à aucun embranchement connu.

Le Néoprotérozoïque a connu une remarquable diversification des organismes pluricellulaires, en particulier des animaux. Leur taille et leur complexité augmentèrent considérablement après les glaciations. Ce développement peut avoir résulté de pressions évolutives accrues résultant de nombreux cycles d'alternances Terre glaciaire - Terre chaude (en) ; il est également possible que les variations considérables des nutriments disponibles et des quantités d'oxygène atmosphérique aient joué un rôle. On peut d'ailleurs remarquer qu'un autre épisode majeur de glaciations s'est peut-être achevé quelques millions d'années seulement avant l'explosion cambrienne.
Le mécanisme de cet impact sur l'évolution a probablement été la sélection de parentèle. La différenciation des organes, en particulier celle, irréversible, présente chez les animaux, demande que les cellules individuelles et les gènes qu'elles contiennent « sacrifient » leurs capacités reproductrices, pour ne pas perturber le fonctionnement de la colonie. À court terme, du point de vue des gènes, il y a un avantage reproductif à ignorer les signaux des autres cellules et à continuer à se reproduire ; c'est ce qui explique la formation des tumeurs chez les animaux et les plantes modernes. Mais, bien que coûteuse, la différenciation cellulaire peut, à long terme, être avantageuse pour les gènes d'un point de vue global, car ce sont les copies des gènes des cellules qui se sont « sacrifiées » qui, en définitive, sont reproduites.
Il a été suggéré que les glaciations globales décimant la majorité des espèces, les populations très réduites en résultant descendraient toutes d'un petit nombre d'individus (c'est l'effet fondateur), et donc que la proximité génétique moyenne entre deux individus (deux cellules individuelles dans ce cas) aurait été exceptionnellement élevée à la suite de ces glaciations ; on sait que dans ce cas, l'altruisme devient génétiquement avantageux (voir à ce sujet l'équation de Hamilton). Ainsi, pour la première fois dans l'histoire de la vie, le coût reproductif de la formation d'un animal complexe aurait pu être surmonté.
Une hypothèse alternative, ayant récemment pris de l'importance, est que ces glaciations globales n'ont pas tant affecté l'évolution de la vie qu'elles n'ont été causées par elle. L'idée est que les évènements évolutifs majeurs redistribuent les réservoirs de carbone de la biosphère, et ce faisant abaissent temporairement les quantités de carbone atmosphérique et l'effet de serre correspondant, jusqu'à ce qu'un nouvel équilibre soit atteint. Les deux épisodes de Terre boule de neige, celui de la glaciation huronienne il y a 2,4 à 2,1 milliards d'années, et celui du Cryogénien, auraient ainsi été respectivement causés par l'évolution de la photosynthèse aérobie (la catastrophe de l'oxygène) et par celle des formes de vie pluricellulaires plus avancées colonisant la terre ferme,.

## Datation des périodes boule de neige

### Paléoprotérozoique, ~2 250Ma
L'hypothèse de la Terre boule de neige a été proposée pour expliquer les dépôts glaciaires dans le Supergroupe de l'Huronien (Huronian Supergroup (en)) au Canada, bien que les analyses paléomagnétiques suggérant que ces dépôts ont eu lieu à des latitudes peu élevées soient contestées,. Les sédiments glaciaires de la formation makganyène en Afrique du Sud sont un peu plus récents que les dépôts de l'Huronien, ~2,25 milliards d'années, et furent déposés à des latitudes tropicales. Il a été suggéré que la libération d'oxygène ayant eu lieu durant cette période du Paléoprotérozoïque ait provoqué une chute du méthane atmosphérique, par oxydation. Le Soleil étant nettement moins brillant à cette époque, l'absence du méthane, gaz ayant un effet de serre très important, aurait suffi à plonger la Terre dans une glaciation globale.

### Néoprotérozoique,720–635Ma
On a repéré trois ou quatre épisodes glaciaires significatifs durant le Néoprotérozoïque supérieur. Cette période, le Cryogénien, est cependant parfois décrite comme formée d'une seule glaciation, la glaciation Varanger. La glaciation marinoenne est la plus importante, mais les glaciations sturtiennes étaient également extrêmement étendues. Même Hoffman, le plus important défenseur de la théorie Terre boule de neige, pense que la glaciation de Gaskiers, qui dura environ un million d'années, n'amena pas une glaciation globale, bien qu'elle ait été sans doute aussi intense que la glaciation de l'Ordovicien supérieur. Quant à la glaciation de Kaigas, il n'est pas actuellement certain qu'elle ne soit pas simplement un artefact dû à de mauvaises datations de strates associées en fait au Sturtien. En résumé, les analyses actuelles tendent à suggérer de nombreux épisodes glaciaires durant le Néoprotérozoïque, ce qui semble mal s'accorder avec l'hypothèse de la Terre boule de neige à cette époque.

### Glaciation du Karoo,320–260Ma
Les dépôts glaciaires du Carbonifère, découverts en Inde et en Amérique du Sud avant que soit connue la dérive des continents, avaient amené à penser que la glaciation du Karoo avait atteint les tropiques. Mais les reconstructions modernes montrent, qu'en fait, elle n'avait touché que les parties polaires du supercontinent Gondwana.

## Fin du phénomène
Selon une étude publiée en 2019, le dernier épisode de « boule de neige » semble s'être très brutalement (à échelle géologique des temps) terminé, il y a environ 635 millions d’années. Cet événement confirme que dans certaines circonstances, le climat et la biodiversité terrestres peuvent radicalement et brutalement changer, sur des échelles de temps courtes et longues. Comprendre comment et pourquoi a un intérêt pour mieux évaluer la vitesse du réchauffement anthropique de la planète actuel.
L'énorme stock de glace (qui s'est formé en plusieurs milliers d'années,) n'aurait mis qu'environ un million d'années pour fondre (ce qui est très rapide pour un phénomène géologique de cette ampleur, comparé aux 4,56 milliards d’années d'existence de la Terre). Ce réchauffement pourrait être induit par un effet de serre lui-même provoqué par d'importantes émissions de CO2 d'origine volcanique (des traces géologiques d'un réveil du volcanisme à cette époque ont été récemment documentées, mais, à ce jour, uniquement en Chine). Il s'est accompagné de la formation d'un calcaire très particulier, et de dolomies issus des niveaux élevés de dioxyde de carbone dans l’atmosphère de l'époque.

## Recherches actuelles

### Antarctique
Stephen Warren, professeur à l'Université de Washington à Seattle, a emmené une petite équipe en Antarctique au cours de l'été austral en 2009-10 et en 2010-11 pour chercher de nouvelles données confirmant l'hypothèse de la Terre boule de neige. Ce projet, subventionné par la National Science Foundation, devait étudier différents types de glace formés au cours des glaciations précédentes, en particulier leur albédo, information importante pour comprendre les processus mis en jeu dans les glaciations extrêmes.